# (10360) 1993 VN
1993 في أن (ويعرف أيضًا باسم (10360) 1993 في أن وفق تسمية الكوكب الصغير) (بالإنجليزية: 1993 VN)‏ هو كويكب ضمن حزام الكويكبات؛ وترتيبه 10360 من حيث الاكتشاف.
اكتُشف هذا الجُرم الفلكي بواسطة هيروشي كانيدا في 7 نوفمبر 1993.

## وصلات خارجية
- (10360) 1993 VN في قاعدة بيانات مختبر الدفع النفاث لأجرام النظام الشمسي الصغيرة

- الاكتشاف · مخطط المدار ·  العناصر المدارية · المعلمات المادية

- (10360) 1993 VN على موقع ويكي سكاي: DSS2, SDSS, GALEX, IRAS, Hydrogen α, X-Ray, Astrophoto, Sky Map, Articles and images